# Европско првенство у атлетици у дворани 1973 — 400 метара за жене
Такмичење у дисциплини трчања на 400 метара у женској конкуренцији на 4. Европском првенству у атлетици у дворани 1973. одржано је 10. и 11. марта у Арени Ахој у Ротердаму, Холандија.
Титулу европске првакиње освојену на Европском првенству у дворани 1972. у Греноблу бранила је Кристел Фрезе из Западне Немачке.

## Земље учеснице
Учествовало је 14 атлетичарки из 10 земаља.
1. Аустрија (1)
2. Белгија (1)
3. Бугарска (1)
4. Западна Немачка (2)
5. Источна Немачка(2)
6. Пољска (1)
7. Совјетски Савез (1)
8. Уједињено Краљевство (1)
9. Француска (3)
10. Шпанија (1)

## Рекорди
Извор:
| Рекорди пре почетка Европског првенства у дворани 1973. | Рекорди пре почетка Европског првенства у дворани 1973. | Рекорди пре почетка Европског првенства у дворани 1973. | Рекорди пре почетка Европског првенства у дворани 1973. | Рекорди пре почетка Европског првенства у дворани 1973. | Рекорди пре почетка Европског првенства у дворани 1973. |
| ------------------------------------------------------- | ------------------------------------------------------- | ------------------------------------------------------- | ------------------------------------------------------- | ------------------------------------------------------- | ------------------------------------------------------- |
| Светски рекорд                                          | Мерилин Невил                                           | Уједињено Краљевство                                    | 53,01                                                   | Беч, Аустрија                                           | 14. март 1970                                           |
| Европски рекорд                                         | Мерилин Невил                                           | Уједињено Краљевство                                    | 53,01                                                   | Беч, Аустрија                                           | 14. март 1970                                           |
| Рекорди европских првенстава                            | Мерилин Невил                                           | Уједињено Краљевство                                    | 53,01                                                   | Беч, Аустрија                                           | 14. март 1970                                           |
| Рекорди после завршеног Европског првенства 1973.       |                                                         |                                                         |                                                         |                                                         |                                                         |
| Нових рекорда није било                                 |                                                         |                                                         |                                                         |                                                         |                                                         |

## Освајачи медаља
|                                     |                              |                              |
| Верона Барнард Уједињено Краљевство | Валтрауд Дич Источна Немачка | Ренате Зинах Источна Немачка |

## Резултати

### Квалификације
У квалификацијама такмичарке су биле подељене у четири групе: прва и друга са по 4, а трећа и четврта по 3 такмичарке. У полуфинале су се пласирале по два првопласиране из све четири групе (КВ).
| Пласман | Група | Атлетичарка      | Земља                | Резултат | Белешка |
| ------- | ----- | ---------------- | -------------------- | -------- | ------- |
| 1.      | 1     | Верона Елдер     | Уједињено Краљевство | 53,98    | КВ      |
| 2.      | 1     | Ренате Зибах     | Источна Немачка      | 54,30    | КВ      |
| 2.      | 2     | Кристел Фрезе    | Западна Немачка      | 54,30    | КВ      |
| 4.      | 1     | Каролине Кефер   | Аустрија             | 54,31    | ЛРС     |
| 5.      | 2     | Љиљана Томова    | Бугарска             | 54,56    | КВ      |
| 6.      | 1     | Шантал Леклерк   | Француска            | 54,69    | ЛР      |
| 7.      | 3     | Ерика Ванштајн   | Западна Немачка      | 54,23    | КВ      |
| 8.      | 4     | Данута Пијећик   | Пољска               | 55,14    | КВ      |
| 9.      | 2     | Никол Дикло      | Француска            | 55,17    | ЛРС     |
| 10.     | 4     | Валтрауд Дич     | Источна Немачка      | 55,28    | КВ      |
| 11.     | 3     | Шантал Жувом     | Француска            | 55,65    | КВ      |
| 12.     | 2     | Леа Алерт        | Белгија              | 55,75    | ЛР      |
| 13.     | 4     | Хосефина Салгадо | Шпанија              | 56,04    | НР      |
| 14.     | 3     | Нина Зјускова    | Совјетски Савез      | 56,32    | ЛР      |

### Полуфинале
Такмичарке су биле подељене у две полуфиналне групе. У финале су се пласирале по две првопласиране из обе групе (КВ).
| Пласман | Група | Атлетичарка    | Земља                | Резултат | Белешка |
| ------- | ----- | -------------- | -------------------- | -------- | ------- |
| 1.      | 1     | Верона Елдер   | Уједињено Краљевство | 53,35    | КВ      |
| 2.      | 1     | Валтрауд Дич   | Источна Немачка      | 53,44    | КВ      |
| 3.      | 1     | Ерика Ванштајн | Западна Немачка      | 54,23    | ЛР      |
| 4.      | 1     | Љиљана Томова  | Бугарска             | 54,26    | ЛР      |
| 5.      | 2     | Ренате Зибах   | Источна Немачка      | 54,52    | КВ      |
| 6.      | 2     | Кристел Фрезе  | Западна Немачка      | 54,71    | КВ      |
| 7.      | 2     | Данута Пијећик | Пољска               | 54,87    | ЛР      |
| 8.      | 2     | Шантал Жувом   | Француска            | 55,09    | ЛР      |

### Финале
Извор:
| Пласман | Атлетичарка    | Земља                | Резултат | Белешка |
| ------- | -------------- | -------------------- | -------- | ------- |
|         | Верона Барнард | Уједињено Краљевство | 53,04    | ЛРС     |
|         | Валтрауд Дич   | Источна Немачка      | 53,35    | ЛРС     |
|         | Ренате Зибах   | Источна Немачка      | 53,49    | ЛР      |
| 4.      | Кристел Фрезе  | Западна Немачка      | 53,78    | ЛРС     |

## Укупни биланс медаља у трци на 400 метара за жене после 4. Европског првенства на отвореном 1970—1973.
|    | Земља                |   |   |   |    |
| -- | -------------------- | - | - | - | -- |
| 1. | Уједињено Краљевство | 2 | 0 | 0 | 2  |
| 2. | Западна Немачка      | 1 | 3 | 1 | 5  |
| 3. | СССР                 | 1 | 0 | 0 | 1  |
| 4. | Источна Немачка      | 0 | 1 | 1 | 2  |
| 5. | Аустрија             | 0 | 0 | 1 | 1  |
| 5. | Француска            | 0 | 0 | 1 | 1  |
|    | Укупно {6}           | 4 | 4 | 4 | 12 |

|    | Атлетичарка   | Земља           |   |   |   |   |
| -- | ------------- | --------------- | - | - | - | - |
| 1. | Кристел Фрезе | Западна Немачка | 1 | 1 | 0 | 2 |
| 2. | Инге Бединг   | Западна Немачка | 0 | 2 | 0 | 2 |